# Lonchopisthus lindneri
Lonchopisthus lindneri är en fiskart som beskrevs av Isaac Ginsburg 1942. Lonchopisthus lindneri ingår i släktet Lonchopisthus och familjen Opistognathidae. Inga underarter finns listade i Catalogue of Life.